# Grote langsprietplatbek
De grote langsprietplatbek (Pipizella annulata) is een vliegensoort uit de familie van de zweefvliegen (Syrphidae). De wetenschappelijke naam van de soort is voor het eerst geldig gepubliceerd in 1829 door Macquart.